# علف هرز پارتنیوم
الگو:جعبه اطلاعات آرایه
Parthenium hysterophorus که در فارسی معمولاً با نام «علف هرز پارتنیوم» شناخته می‌شود، گونه‌ای گیاه یک‌ساله از تیرهٔ کاسنیان است. این گونه بومی نواحی گرمسیری قارهٔ آمریکا است و امروزه در بسیاری از مناطق آسیا، آفریقا و اقیانوسیه به‌عنوان یکی از مهم‌ترین گونه‌های مهاجم شناخته می‌شود. پارتنیوم به دلیل رشد سریع، تولید بذر فراوان، توان آللوپاتی و اثرات زیان‌بار بر سلامت انسان، دام، کشاورزی و تنوع زیستی اهمیت زیادی دارد. این گونه در استرالیا در فهرست «علف‌های هرز دارای اهمیت ملی» قرار دارد.

## نام‌ها
در متون انگلیسی این گونه با نام‌های رایج «parthenium weed»، «congress grass» و «Santa Maria feverfew» نیز شناخته می‌شود.

## ریخت‌شناسی
پارتنیوم گیاهی یک‌ساله، قائم و به‌شدت منشعب است که معمولاً ۳۰ تا ۱۵۰ سانتی‌متر ارتفاع می‌گیرد. برگ‌ها متناوب، به‌طور عمیق بریدگی‌دار و کرک‌دار هستند. گل‌آذین به صورت سبدچه‌های بسیار کوچک و سفیدرنگ است که به صورت خوشه‌ای فراوان تولید می‌شوند. میوه فندقه‌ای تیره‌رنگ و سبک است که به آسانی پراکنده می‌شود.

## زیست‌شناسی و چرخهٔ زندگی
این گونه تنها از طریق بذر تکثیر می‌شود و در شرایط مناسب می‌تواند در طول سال چندین نسل ایجاد کند. بذرها پس از رسیدن به سرعت از بوته جدا شده و با باد، آب، دام، علوفهٔ آلوده و ماشین‌آلات منتقل می‌شوند. دوام بذر در خاک نسبتاً بالاست و مدیریت بانک بذر را دشوار می‌کند.

## زیستگاه و پراکنش
موطن بومی پارتنیوم بخش‌هایی از مکزیک، آمریکای مرکزی، جزایر کارائیب و آمریکای جنوبی است. این گونه از نیمهٔ دوم قرن بیستم به‌طور ناخواسته (اغلب همراه با بذر و غلات یا علوفهٔ آلوده) به آسیا، آفریقا و اقیانوسیه راه یافت و در هند، پاکستان، نپال، سری‌لانکا، بنگلادش، بخش‌هایی از چین و استرالیا گسترش قابل توجهی پیدا کرده‌است. زیستگاه‌های معمول شامل حاشیهٔ جاده‌ها، اراضی بایر، چراگاه‌ها، کشتزارهای کم‌مدیریت و حاشیهٔ آبراهه‌ها است.

## ترکیبات و آللوپاتی
پارتنیوم دارای لاکتون‌های سزکوئی‌ترپنی (از جمله «پارتنین») و ترکیبات فنولی است که می‌توانند جوانه‌زنی و رشد گونه‌های گیاهی دیگر را مهار کنند و در نتیجه بر ساختار اجتماعات گیاهی و عملکرد اکوسیستم اثر بگذارند.

## پیامدها

### بر سلامت انسان و دام
تماس پوستی با پارتنیوم می‌تواند موجب درماتیت تماسی، کهیر و التهاب پوستی مزمن شود. گردهٔ این گونه نیز می‌تواند آلرژی تنفسی، رینیت آلرژیک و تشدید آسم را در افراد حساس به‌دنبال داشته باشد. برای دام نیز کاهش پذیرش چرا، تحریکات گوارشی و افت کیفیت شیر گزارش شده‌است.

### بر کشاورزی و تنوع زیستی
پارتنیوم می‌تواند با رقابت برای نور، آب و مواد غذایی و نیز از طریق آللوپاتی، عملکرد محصولات کشاورزی و کیفیت چراگاه‌ها را کاهش دهد و با جایگزینی گونه‌های بومی، ساختار و کارکرد اکوسیستم‌ها را دگرگون کند.

## مدیریت و کنترل
مدیریت پارتنیوم معمولاً به‌صورت «مدیریت تلفیقی علف‌های هرز» انجام می‌شود که ترکیبی از پیشگیری، کنترل مکانیکی/زراعی، شیمیایی و زیستی است:
- پیشگیری: جلوگیری از انتقال بذر با پاک‌سازی ماشین‌آلات و ادوات، کنترل خرید و حمل علوفه و بذر از مناطق آلوده.[۱۸]
- مکانیکی و زراعی: ریشه‌کنی دستی در مرحلهٔ روزِتی (پیش از گل‌دهی و بذر‌دهی)، مالچ‌پاشی، بهبود پوشش گیاهی رقیب و تناوب‌های مناسب. سربرداریِ مکرر می‌تواند به شاخه‌دهی بیشتر و بذر‌دهی زیادتر بینجامد و توصیه نمی‌شود.[۱۹]
- شیمیایی: بسته به قوانین ملی و شرایط محلی، استفادهٔ هدفمند از علف‌کش‌هایی مانند 2,4-D، گلیفوزیت، متسولفورون-متیل و... برای کنترل بوته‌های جوان و پیش از بذر‌دهی به‌کار می‌رود. رعایت برچسب، مقررات و نکات ایمنی الزامی است.[۲۰]
- زیستی: به‌کارگیری دشمنان طبیعی مانند سوسک برگ‌خوار Zygogramma bicolorata، سرخرطومی ساقه‌خوار Listronotus setosipennis، شب‌پرهٔ ساقه‌زا Epiblema strenuana و زنگ Puccinia abrupta var. partheniicola در برخی کشورها با موفقیت‌های متفاوت گزارش شده‌است.[۲۱][۲۲]